# Сан-Габріел (Ріу-Гранді-ду-Сул)
Сан-Габріел (порт. São Gabriel) — муніципалітет в Бразилії, входить до складу штату Ріу-Гранді-ду-Сул. Є складовою частиною мезорегіону Південний захід штату Ріу-Гранді-ду-Сул. Входить до економічно-статистичного мікрорегіону Кампанья-Сентрал. Населення становить 57 978 чоловік (станом на 2007 рік). Займає площу 5 019,646 км².
День міста — 4 квітня.
Місто засновано 1800 року.
| Бразилія | Це незавершена стаття з географії Бразилії. Ви можете допомогти проєкту, виправивши або дописавши її. |

1. 1 2 3 4 5 6 7 8 9  OpenStreetMap — 2004.